# Creedence Clearwater Revival
Creedence Clearwater Revival a fost o formație americană de rock de la sfârșitul anilor '60 și începutul anilor '70. Lansând o serie de discuri single de succes de pe diferite albume, au fost foarte populari o perioadă, atât în Statele Unite ale Americii (SUA) cât și în alte țări.
Grupul era format din cântărețul, chitaristul și principalul compozitor John Fogerty, Tom Fogerty, fratele lui John, la chitară ritmică, basistul Stu Cook și bateristul Doug Clifford. Stilul muzical al trupei se încadra în genurile rock and roll și swamp rock.
Liderul grupului, John Fogerty, a fost onorat cu o stea pe Hollywood Walk of Fame.

## Membrii trupei
- John Fogerty (n. 1945 ) - voce, chitară, muzicuță, claviaturi, saxofon (1968 - 1972)
- Tom Fogerty (n. 1941 - d. 1990) - chitară ritmică, pian (1968 - 1971)
- Stu Cook (n. 1945 ) - bas, claviaturi, chitară (1968 - 1972)
- Doug Clifford (n. 1945) - tobe, percuție (1968 - 1972)

## Discografie

### Albume de studio
- Creedence Clearwater Revival (5 iulie 1968)
- Bayou Country (5 ianuarie 1969)
- Green River (3 august 1969)
- Willy and The Poor Boys (2 noiembrie 1969)
- Cosmo's Factory (25 iulie 1970)
- Pendulum (7 decembrie 1970)
- Mardi Gras (11 aprilie 1972)

### Albume din concert
- Live in Europe (16 octombrie 1973)
- The Concert (decembrie 1980)

### Compilații
- Creedence Gold (1971)
- More Creedence Gold (1973)
- Chronicle, Vol. 1 (1976)
- Hot Stuff (1976)
- The Best of Creedence Clearwater Revival (1977)
- Chronicle, Vol. 2 (1986)
- Rollin' on The River (1988)
- 21st Anniversary: The Ultimate Collection (24 Classic Hits) (1988)
- CCR Forever - 36 Greatest Hits (1995)
- Creedence Clearwater Revival: Box Set (2001)